# 罗立言
罗立言（？—835年12月17日），宣州（今安徽宣城）人。
父罗欢。贞元二十年（804年）进士。担任阳武县令。迁河阴。元和末年，罗欢去世，罗立言回宣州。期满后，担任盐铁河阴留后，兼任侍御史。宝历二年（826年），买米时贪赃一万九千贯事发，盐铁使惜其有吏干，定罪时只削了其兼侍御史一职。太和末年由庐州刺史改召为司农少卿，主太仓出纳物，厚赂郑注，李训也看重他，因京兆府多吏卒，引罗立言为京兆少尹，权知府事，为起兵诛杀宦官做准备。太和九年（835年）十一月二十一日，隨即爆發甘露之变，羅立言率京兆邏卒三百餘人東來，李孝本率台中从人自西来，共四百余人，打死了一些宦官。仇士良挾持唐文宗逃離現場，后神策军追杀涉事官员，在太平里抓住罗立言。二十四日，与郭行余、贾餗、舒元舆皆被腰斩，亲戚皆死。罗立言写有《赋得沽美玉》，自比“浮彩朝虹满，悬光夜月孤”。

## 延伸阅读
[在维基数据编辑]
 《舊唐書/卷169》，出自刘昫《舊唐書》